# Beautiful Rewind
Beautiful Rewind è il settimo album in studio del musicista inglese Four Tet, pubblicato nel 2013.

## Tracce
1. Gong – 3:15
2. Parallel Jalebi – 3:54
3. Our Navigation – 3:54
4. Ba Teaches Yoga – 3:20
5. Kool FM – 5:09
6. Crush – 2:26
7. Buchla – 4:12
8. Aerial – 5:57
9. Ever Never – 0:32
10. Unicorn – 3:31
11. Your Body Feels – 4:04